# 岳中明
岳中明（1961年3月—），男，湖北监利人，中华人民共和国政治人物，曾任黄河水利委员会主任。中共十九大代表。